# سوزان جاي فيرغسون
سوزان جاي فيرغسون (بالإنجليزية: Susan J. Ferguson)‏ هي عالمة اجتماع أمريكية، ولدت في 1962.